# Ostal d'Occitània
L'Ostal d'Occitània és un centre cultural occità de Tolosa, situat en els locals renovats de la casa de Boisson del carrer de Malcosinat número 11 d'aquesta ciutat. Fou inaugurat el 16 de desembre de 2006. El centre ocupa, en realitat, dues velles cases particulars del centre històric de Tolosa anomenades de Boisson i de Cheverrí, del 1468 i 1535 respectivament.
La restauració fou finançada per l'ajuntament de Tolosa (63%), el consell general de l'Alta Garona (23%) i el consell regional de Migdia-Pirineus (14%).
L'administra la federació d'associacions Convergéncia occitana, que hi preveu tres tipus d'utilització:
- Com a lloc de treball associatiu.
- Com a lloc de difusió; botiga i llibreria.
- Com a lloc cultural obert al públic; exposicions, conferències, espectacles...[3][4]

Una altra part de l'"Ostal d'Occitània" se troba en l'antic annex del col·legi de Clamença Isaura, del carrer del Pont de Tonís, número 5, on hi ha instal·lats el conservatori occità, l'escola Calandreta Sent Çubran i la sala polivalent gestionada per Convergéncia occitana.